# Рыскельдиева, Лора Турарбековна
Ло́ра Турарбе́ковна Рыскельди́ева (род. 10 декабря 1957, Пржевальск) — советский, украинский и российский философ

, специалист в области истории восточной философии. Доктор философских наук, профессор, заместитель директора Таврической академии Крымского федерального университета имени В. И. Вернадского. Член-корреспондент РАН (2022).

## Биография
Родилась 10 декабря 1957 года в Пржевальске Киргизской ССР.
Окончила философский факультет МГУ. В 1982 году защитила кандидатскую диссертацию «Понятие „дхарма“ в буддизме Махаяны» (научный руководитель — к. филос. н., доцент В. С. Костюченко), в 2005 году — диссертацию на степень доктора философских наук «Деонтология в истории философии».
С 1983 по 1995 год — преподаватель философии Крымского ордена Трудового Красного Знамени медицинского института. В 1995—2006 годах — доцент, 2006—2009 — профессор кафедры философии Симферопольского государственного университета им. М. В. Фрунзе (с 1999 — Таврический национальный университет им. В. И. Вернадского), с 2009 — заведующая кафедрой (в настоящее время — кафедра философии социально-гуманитарного профиля Таврической академии Крымского федерального университета им. В. И. Вернадского).
2 июня 2022 года избрана членом-корреспондентом Российской академии наук.

## Научная деятельность
Сфера научных интересов — история философии и философская компаративистика, область исследований — герменевтика философских текстов разных культур и практическая философия. Автор оригинального деонтологического подхода к работе историка философии.
Л. Т. Рыскельдиева — председатель Специализированного учёного совета по защите диссертаций на соискание учёных степеней кандидата и доктора наук при КФУ имени В. И. Вернадского; член редакционной коллегии журнала «Учёные записки Крымского федерального университета имени В. И. Вернадского» (серия: «Философия. Культурология. Политология»).

## Основные работы
Книги
- Деонтология в истории философии. — Симферополь: Таврия, 2004. — 383 с. — ISBN 966-572-638-2.
- Очерки по философии культуры и общества. — Симферополь : ДИАЙПИ, 2012 (редактор)
- Текст и коммуникация. Философские размышления : монография / Л. Т. Рыскельдиева, Ю. М. Коротченко, О. А. Шапиро, О. В. Зарапин. — М.: Вузовский учебник, 2018. — 175 с. — ISBN 978-5-9558-0589-4.

Статьи
- О философской текстологии, или Чему должна учить история философии // Вопросы философии. — 2015. — № 1. — С. 106—114.
- О грамматике и метафизике смысла // Вопросы философии. — 2018. — № 7.
- О деонтологии и лексике смысла // Вопросы философии. — 2019. — № 6.